# Continuo
In matematica, la parola continuo talvolta indica la  retta reale. In un senso più generale, un continuo è un insieme totalmente ordinato che è "densamente ordinato", cioè tra due membri dell'insieme c'è sempre un terzo membro compreso fra i primi due, e non ha "buchi", cioè ogni insieme non vuoto limitato superiormente ha sempre un estremo superiore. Secondo questa definizione, la retta lunga è un continuo, così come vari altri insiemi al di fuori della retta reale.
La cardinalità del continuo è la cardinalità della retta reale. L'ipotesi del continuo è talvolta espressa dicendo che non esiste nessuna cardinalità fra la cardinalità del continuo e quella dei numeri naturali.
In topologia generale, un continuo è un generico spazio di Hausdorff compatto e connesso. Le proprietà interessanti studiate nella teoria dei continui emergono dal fatto che esistono continui indecomponibili (continui che non possono essere scritti come unione di due opportuni sottocontinui) non banali.